# Mesochorus tipularius
Mesochorus tipularius är en stekelart som beskrevs av Johann Ludwig Christian Gravenhorst 1829. Mesochorus tipularius ingår i släktet Mesochorus och familjen brokparasitsteklar. Inga underarter finns listade i Catalogue of Life.